# جورج ويلارد فيرتز
جورج ويلارد فيرتز (بالإنجليزية: W. Willard Wirtz)‏ (و. 1912 – 2010 م) هو محاماة من الولايات المتحدة الأمريكية ولد في ديكالب.
وهو عضو في الحزب الديمقراطي الأمريكي .

## التعليم
تعلم في كلية هارفارد للحقوق.

## مناصب وهيئات
أدار جامعة نورث وسترن في.